# Sports Connection
Sports Connection (a Amèrica: ESPN Sports Connection) és un videojoc esportiu per a la consola Wii U desenvolupat per Ubisoft Barcelona i Longtail Studios Halifax. Es va publicar el 18 de novembre de 2012 a Amèrica i el 30 de novembre a Europa, com un dels títols de llançament de la consola.
El joc conté sis esports: futbol, futbol americà, beisbol, tennis, golf i kàrting. Els jugadors també poden obtenir fites i jugar a diferents modes per a cada esport. És l'únic joc Wii U disponible en català.

## Recepció
Nintendo Life va donar al joc 4/10, assenyalant que "el joc sembla com si s'hagués creat en qüestió de mesos". IGN li va donar 3/10, al·legant que té problemes com moviments incòmodes i un rendiment baix, però esmentant que "encara que Sports Connection evités aquests problemes bàsics, l'absència de progressió no deixa gaires raons per jugar".